# Brockhampton (Bringsty)
Brockhampton – wieś i civil parish w Anglii, w hrabstwie Herefordshire. Leży 23 km na północny wschód od miasta Hereford i 178 km na północny zachód od Londynu. W 2001 roku civil parish liczyła 106 mieszkańców.